# Dicranomyia archeyi
Dicranomyia archeyi är en tvåvingeart som beskrevs av Alexander 1924. Dicranomyia archeyi ingår i släktet Dicranomyia och familjen småharkrankar. Inga underarter finns listade i Catalogue of Life.